# Leny Caler
Leny Caler (n. 1904, București, România – d. 2 februarie 1992, Berlin, Germania) a fost o actriță și cântăreață de muzică ușoară din România.
A fost unul dintre cele mai cunoscute personaje feminine din perioada interbelică.

## Biografie
Leny (sau Leni) Caler născută la Lugansk in Imperiul Rusiei la data 21 martie 1904 deoarece tatăl ei a fost cântăreț de operă și a avut concerte și turnee în Rusia țaristă și a copilărit până în 1916 la Focșani, conform lui Lucian Predescu din Enciclopedia Cugetarea din 1940.
Prima căsătorie a fost în 1945 cu Erich Kurt Willy Otto, de origine germană, care a decedat pe front în 1945. Au avut un fiu împreună, George Otto, care o va moșteni după decesul ei. S-a recăsătorit cu Herbert Nikolaus, de care a divorțat în aprilie 1959. A emigrat în Israel în 1961 din cauza dificultăților de adaptare la ideologia comunistă impusă cu forța. Olga Nikolaus a ajutat-o să ajungă în Berlinul de Vest, RFG.

### Cariera artistică
Îndemnată de actrița Maria Ventura să aleagă scena, Leny Caler a absolvit conservatorul particular de artă dramatică al actorului Alexandru Mihăilescu. După ce Mihail Sebastian și Mircea Ștefănescu, doi tineri cronicari de teatru la acea vreme, au remarcat-o în D'ale carnavalului a lui I.L. Caragiale și în Amor veghează de Robert de Flers și Caivallet, a fost angajată prin 1924 (?) de Lucia Sturdza Bulandra la Teatrul „Regina Maria”. La solicitarea actorului Ion Iancovescu de a-i fi parteneră în noul său Teatru „Fantasio”, Leny Caler a părăsit compania Bulandra pentru o stagiune, și apoi a colaborat cu „Teatrul Nostru” al lui Sică Alexandrescu. În stagiunea 1934-1935 la Teatrul Regina Maria, compania d-nei Bulandra, a devenit co-asociată, compania numindu-se „Bulandra-Maximilian-Storin-Leny Caler”.
Leny Caler a jucat atât roluri feminine, cât și în travesti. Tudor Arghezi a remarcat-o și i-a dedicat o „Inscripție” în Bilete de papagal, iar Elly Roman a compus cântece de muzică ușoară pentru vocea ei, pe care le-a înregistrat la casa de discuri londoneză His Master's Voice.
Fiind evreică, Leny Caler a avut de suferit din cauza legislației antisemite, dar Liviu Rebreanu, directorul Teatrului Național și șef la Direcția Teatrelor i-a permis lui Caler să joace la Teatrul Barașeum.
În 1944 a înființat împreună cu George Vraca Teatrul Victoriei, unde director artistic era logodnicul ei, Scarlat Froda.
A colaborat cu mulți regizori ai epocii, printre care Sică Alexandrescu (care a protejat-o și el în timpul războiului) și Soare Z. Soare.
Personajul Corina din piesa lui Mihail Sebastian, Jocul de-a vacanța, a fost scris pentru ea,
iar Camil Petrescu a folosit-o ca model pentru mai multe personaje din operele sale. Ultimul spectacul din București a fost la Teatrul Bulandra la 23 martie 1956 cu premiera piesei Trei Generații. S-a exilat la Berlin în RFG din 1965 până la finalul vieții pe 2 februarie 1992.
Un premiu de actorie este numit în cinstea ei.

## Cărți
- Artistul și oglinda, București, 2004

## Distincții
- titlul de Artist emerit al Republicii Populare Romîne (3 noiembrie 1956) „pentru merite deosebite în activitatea artistică”[12]

## Referiri la Leny Caler
- Mihail Sebastian, Convorbiri cu: Istrate Micescu, Tudor Arghezi, Radu D. Rosetti, C-tin Argetoianu, C-tin Stere, Liviu Rebreanu, Leny Caler, Universal Dalsi, București, 2002
- Marea iubire a lui Mihail Sebastian, piesă de teatru în regia Dianei Mihailopol [13]